# IC 2957
IC 2957 је спирална галаксија у сазвјежђу Велики медвјед која се налази на листи објеката дубоког неба у Индекс каталогу.
Деклинација објекта је + 31° 17' 58" а ректасцензија 11h 45m 37,0s. Привидна величина (магнитуда) објекта IC 2957 износи 14,1 а фотографска магнитуда 15,1. IC 2957 је још познат и под ознакама MCG 5-28-28, CGCG 157-31, PGC 36653.